# Theta Hydrae
Theta Hydrae (θ Hya / HD 79469 / HR 3665) es una estrella en la constelación de la Hidra de magnitud aparente +3,88.
Se encuentra a 129 años luz del sistema solar.
Theta Hydrae es una estrella de la secuencia principal de tipo espectral B9.5V, semejante a β Sculptoris o ζ Coronae Australis.
Tiene una temperatura efectiva de 10.099 ± 145 K y, a partir de la medida de su diámetro angular —0,490 milisegundos de arco—, se puede conocer su radio, que es aproximadamente el doble que el radio solar.
Como otras estrellas semejantes, gira sobre sí misma rápidamente, con una velocidad de rotación de al menos 82 km/s, unas 40 veces más deprisa que el Sol.
Su campo magnético efectivo <Be> es de 126 G.
En cuanto a su composición elemental, tiene una metalicidad claramente inferior a la solar, con una abundancia relativa de hierro en torno al 40% de la solar ([Fe/H] = -0,42).
Otro estudio, sin embargo, señala un contenido metálico menos dispar, con niveles de sodio y hierro en torno a los valores solares.
Tiene una edad aproximada de 180 millones de años.